# Cornelia (nome)
Cornelia  è un nome proprio di persona italiano femminile.

## Varianti
- Ipocoristici: Nelia, Lelia
- Maschili: Cornelio

### Varianti in altre lingue
- Ceco: Kornélie
- Croato: Kornelije
- Francese: Cornélie[1]
- Inglese: Cornelia[1]
- Latino: Cornelia[1]
- Olandese: Cornelia[1]
  - Ipocoristici: Corrie[1], Cokkie[1]
- Polacco: Kornelia[1]
- Rumeno: Cornelia[1]
- Slovacco: Kornélia
- Sloveno: Kornelija
- Tedesco: Kornelia[1], Cornelia[1]
  - Ipocoristici: Nele[1]
- Ungherese: Kornélia[1]

## Origine e diffusione

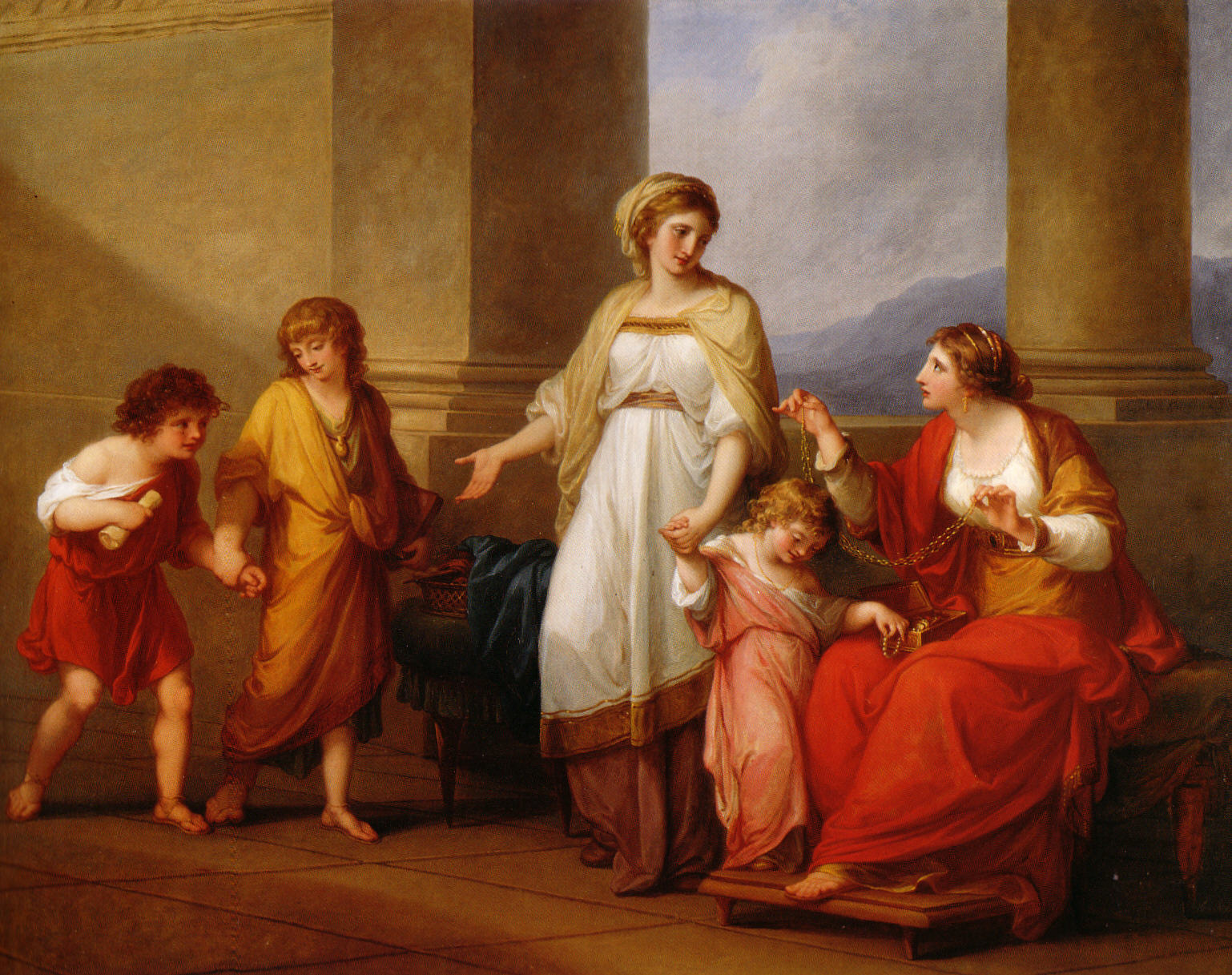
Cornelia, madre dei Gracchi, di Angelica Kauffman

È la forma femminile del nome Cornelio, ripreso da Cornelius, cognomen della gens Cornelia. Si basa probabilmente sul latino cornu, "corno" (simbolo di abbondanza ed amuleto contro la sfortuna). Talvolta viene considerato un composto di cornu con il termine greco ηλιος (helios), "sole", dando al nome il significato di "corno del sole" e, per estensione, "regale", "potente"
Il nome è piuttosto famoso per essere stato portato da Cornelia, figlia di Scipione l'Africano e madre di Tiberio e Gaio Gracco, che è tradizionalmente considerata una madre esemplare.
In inglese il nome venne ripreso attorno al XVIII secolo, mentre in Italia è diffuso prevalentemente al Nord, soprattutto in Lombardia. Va notato che l'ipocoristico olandese Corrie è condiviso anche con altri nome che cominciano per cor-, quali Cora e Corinna.

## Onomastico
L'onomastico viene festeggiato il 31 marzo in ricordo di santa Cornelia, martire in Africa.

## Persone

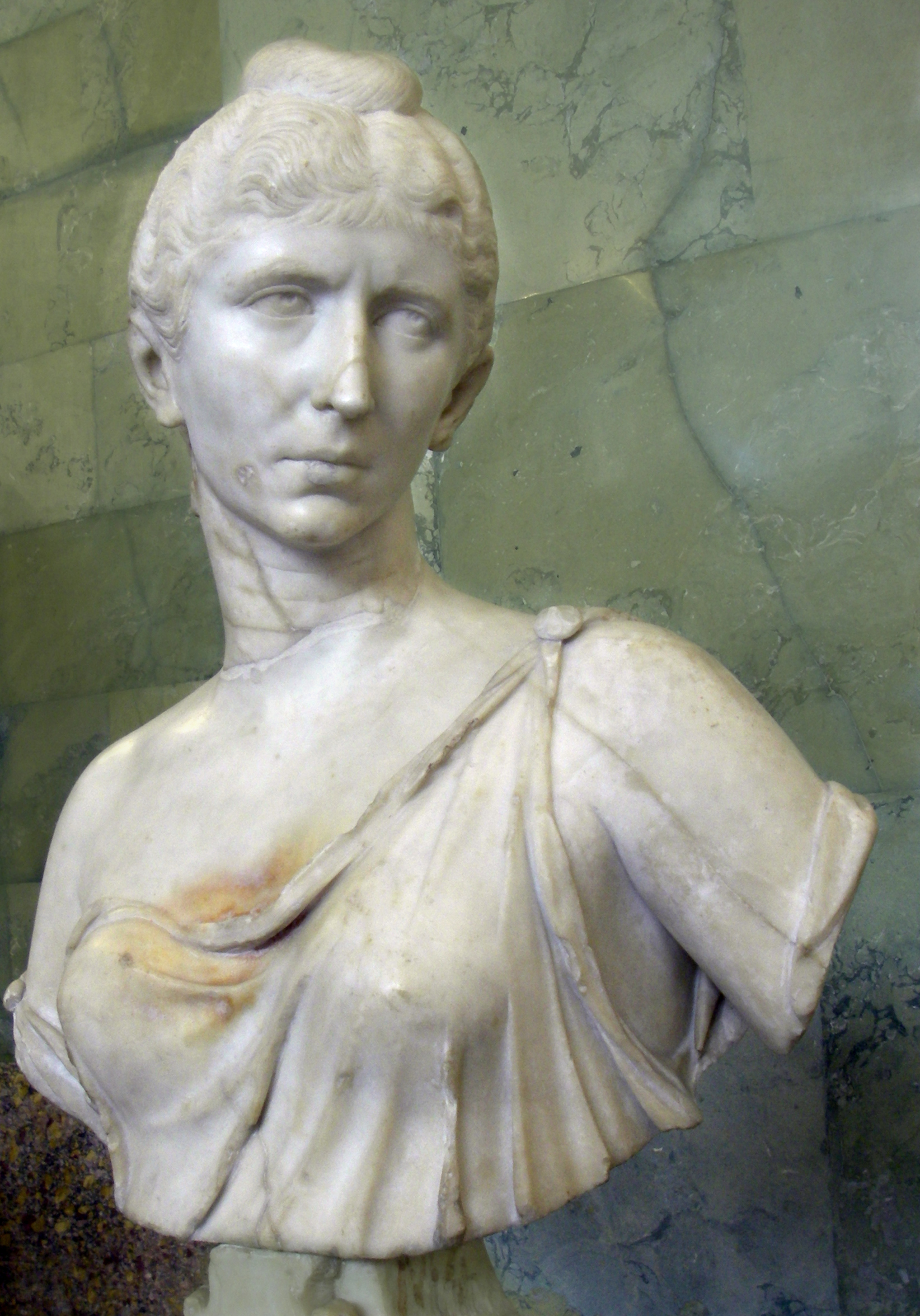
Cornelia Salonina

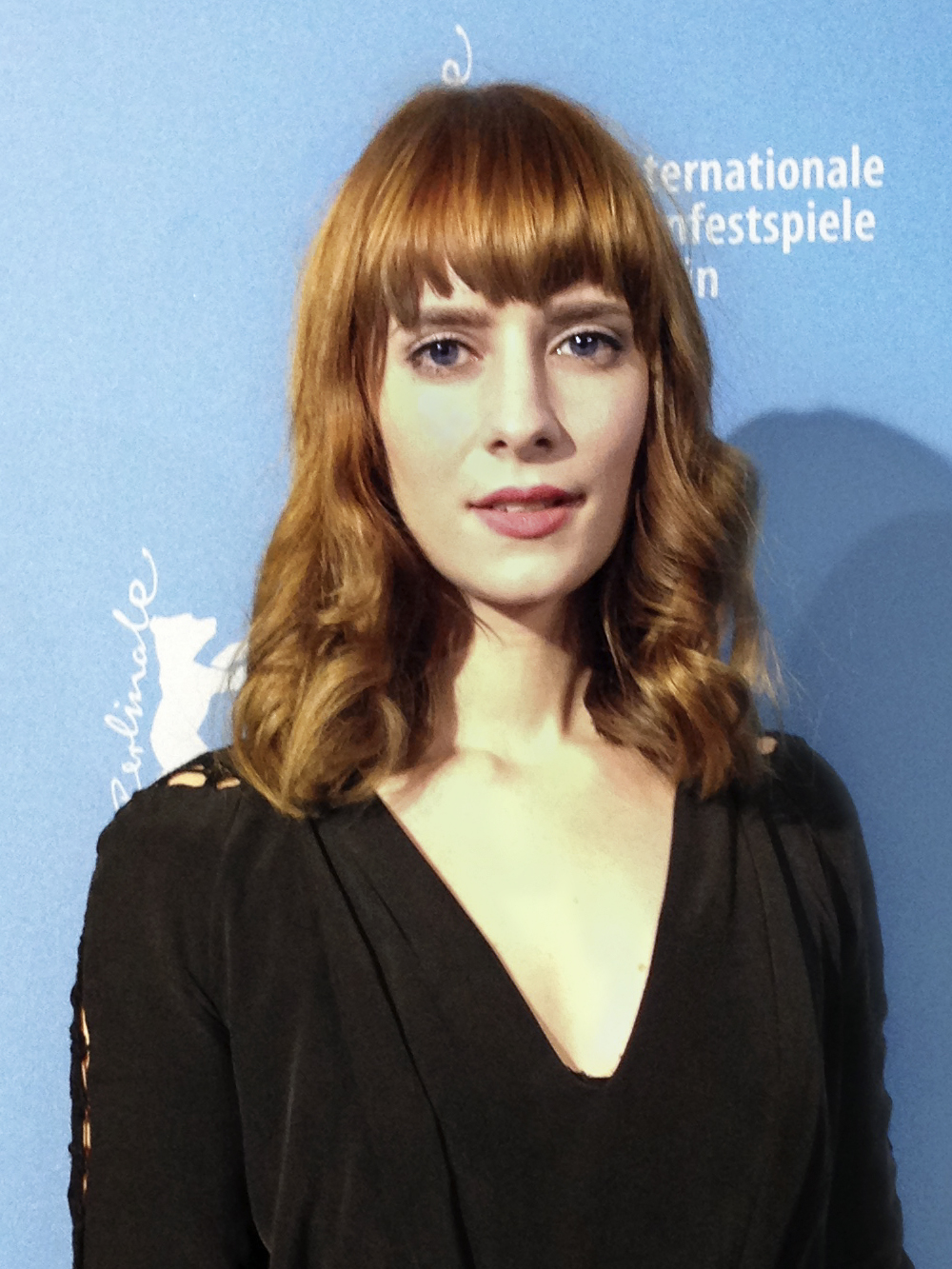
Cornelia Ivancan

- Cornelia, matrona romana, madre dei Gracchi
- Cornelia Antolini, scrittrice e poetessa italiana
- Cornelia Cinna minore, moglie di Gaio Giulio Cesare
- Cornelia Metella, moglie di Gneo Pompeo Magno
- Cornelia Salonina, moglie di Gallieno
- Cornelia Scipione, donna romana imparentata con l'imperatore Augusto
- Cornelia Supera, moglie di Emiliano
- Cornelia Bouman, tennista olandese
- Cornelia Dumler, pallavolista tedesca
- Cornelia Ewigleben, archeologa e storica tedesca
- Cornelia Froboess, attrice e cantante tedesca
- Cornelia Funke, scrittrice tedesca
- Cornelia Hanisch, schermitrice tedesca
- Cornelia Hütter, sciatrice alpina austriaca
- Cornelia Oschkenat, atleta tedesca
- Cornelia Pröll, sciatrice alpina austriaca
- Cornelia Sirch, nuotatrice tedesca

### Varianti
- Nele Deyaert, cestista belga
- Kornelia Ender, nuotatrice tedesca
- Kornelija Kvesić, cestista croata

## Il nome nelle arti
- Cornelia è un personaggio della serie anime Code Geass e di opere derivate.
- Cornelia Conradi è un personaggio della soap opera Tempesta d'amore.
- Cornelia Hale è un personaggio del fumetto e della serie animata W.I.T.C.H..